# Комплекс жилых домов на Октябрьском поле
Комплекс жилых домов на Октябрьском поле (неофициальное название — «Немецкая слобода» или «Немецкий дворик») — архитектурный ансамбль, расположенный в районе Щукино Северо-Западного административного округа города Москвы. В состав ансамбля входят дома № 21—29 по улице Маршала Бирюзова; дом № 9 корпус 1 по улице Маршала Конева; дома 6—12 по улице Маршала Мерецкова и дом № 6 по улице Маршала Соколовского. Жилые дома и объекты придомовой территории имеют статус объектов культурного наследия регионального значения и охраняются государством.

## История
Жилой квартал на Октябрьском поле был построен в послевоенные 1948—1952 годы на месте земель сельскохозяйственного назначения для Главного управления шоссейных дорог МВД СССР. Работами руководил Дмитрий Чечулин, главный архитектор Москвы 1945—1949 годов, проектирование домов выполнил архитектор Михаил Григорьевич Куповский (Мосгорпроект).
Легенды о том, что этот комплекс строился по трофейному немецкому проекту или же по проекту вывезенных из Германии архитекторов, не соответствует действительности. По непроверенным данным, стройка велась силами немецких военнопленных, за что квартал в среде местных жителей получил неофициальное наименование «Немецкий дворик» или «Немецкие дворики». Не местные краеведы иногда называют квартал «Немецкая слобода», на самом деле настоящая немецкая слобода исторически располагается в Басманном районе. Среди жителей района название «немецкая слобода» не используется.
В постсоветский период территория района Щукино и Октябрьского поля попала в сферу интересов строительных компаний, но местным жителям в 1998 году удалось добиться для «Немецкого дворика» статуса ценной исторической застройки советского периода, а в 2007 году по инициативе Москомнаследия комплекс домов получил статус памятника истории и культуры регионального значения. Под охрану попали жилые дома, фонтаны, ограда с воротами, арки и трансформаторная подстанция.
В 2022 году производился капитальный ремонт комплекса. С использованием современных технологий и материалов были восстановлены фасады и воссоздана лепнина.

## Архитектура
Периметр жилой застройки «Немецкого дворика» сформирован 11 домами высотой 2—3 этажа, центральная ось комплекса ориентирована на улицу Маршала Бирюзова, куда выходит парадный двор — курдонёр. В центре двора и вдоль линий улиц Маршала Конева и Маршала Соколовского расположены протяжённые 3-этажные дома с классическими фронтонами. Угловые дома по улице Маршала Конева выделены 3-этажными полукруглыми ротондами и куполами. Всего в квартале 3 двора, отделённых от улиц кованой оградой с воротами, аркадами и арками. По мнению художницы Инны Воейковой, жилой комплекс представляет собой «яркий образец удачного использования фонтана в общем ансамбле квартала».
Комплекс построен в духе русского классицизма. Квартиры в домах имеют 3-метровые потолки и 70-сантиметровые стены между помещениями, парадный и чёрный входы, балконы украшены кружевными решётками. Во дворах расположены малые архитектурные формы — вазы, 3 фонтана (в рабочем состоянии, водоснабжение восстановлено в 2010-х годах после долгого периода остановки в 1990-х), трансформаторная подстанция. Вокруг произрастают липы, высаженные первыми жильцами в конце 1940-х — начале 1950-х годов. Существует легенда, что комплекс на Октябрьском поле был впоследствии повторён в самой Германии на юге Дрездена.

## Галерея

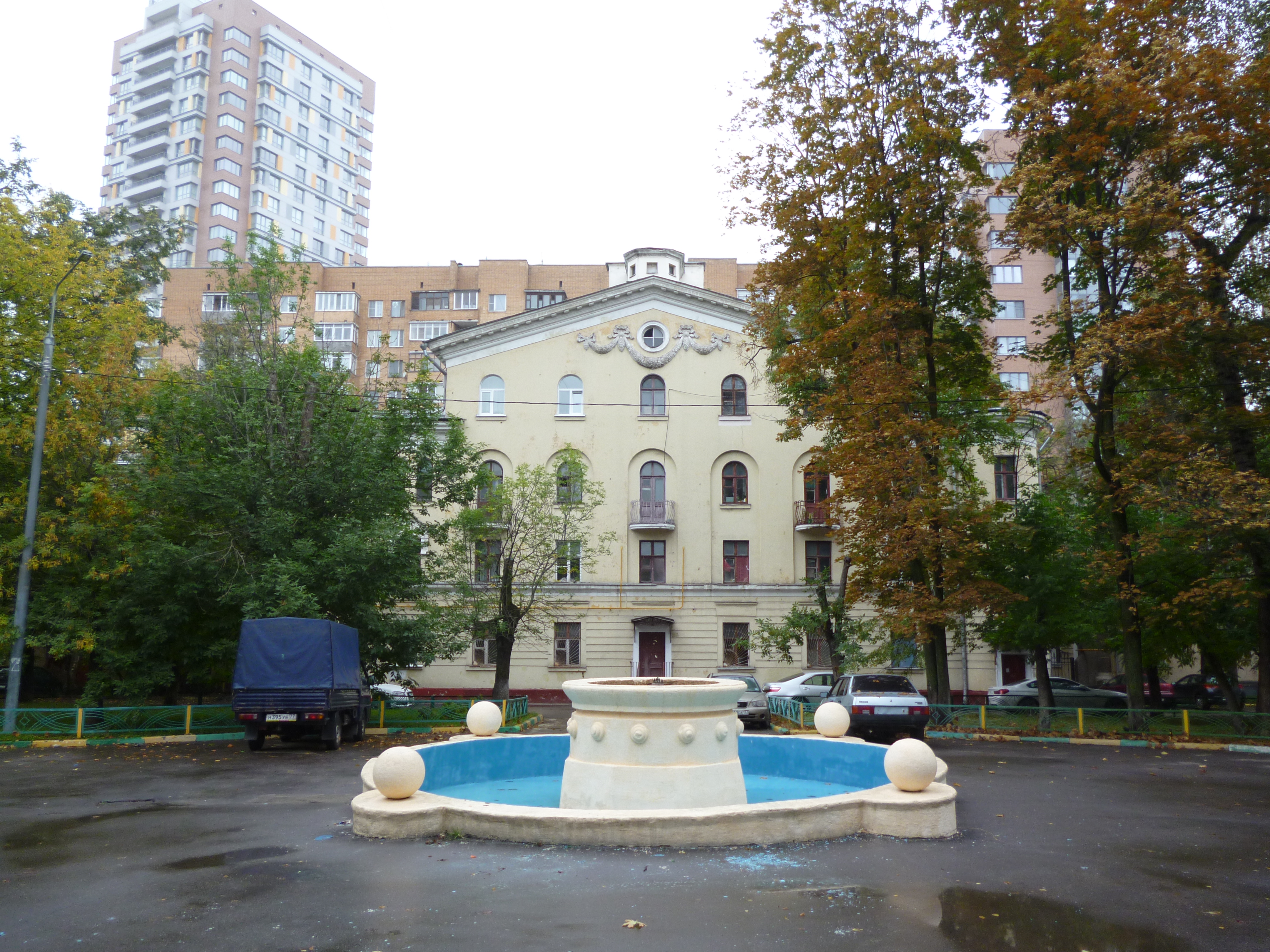
Ул. Маршала Конева, 9
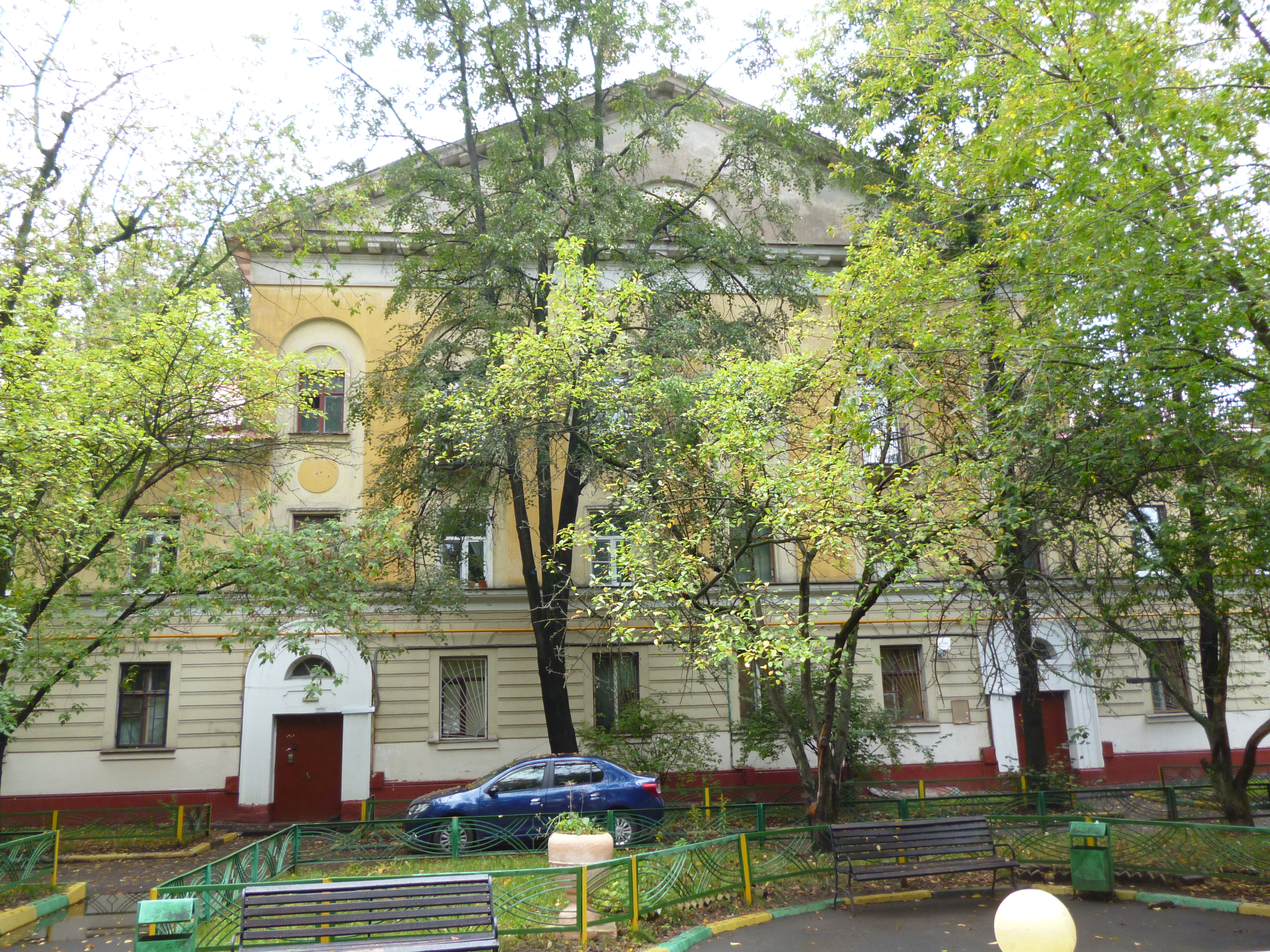
Ул. Маршала Бирюзова, 25
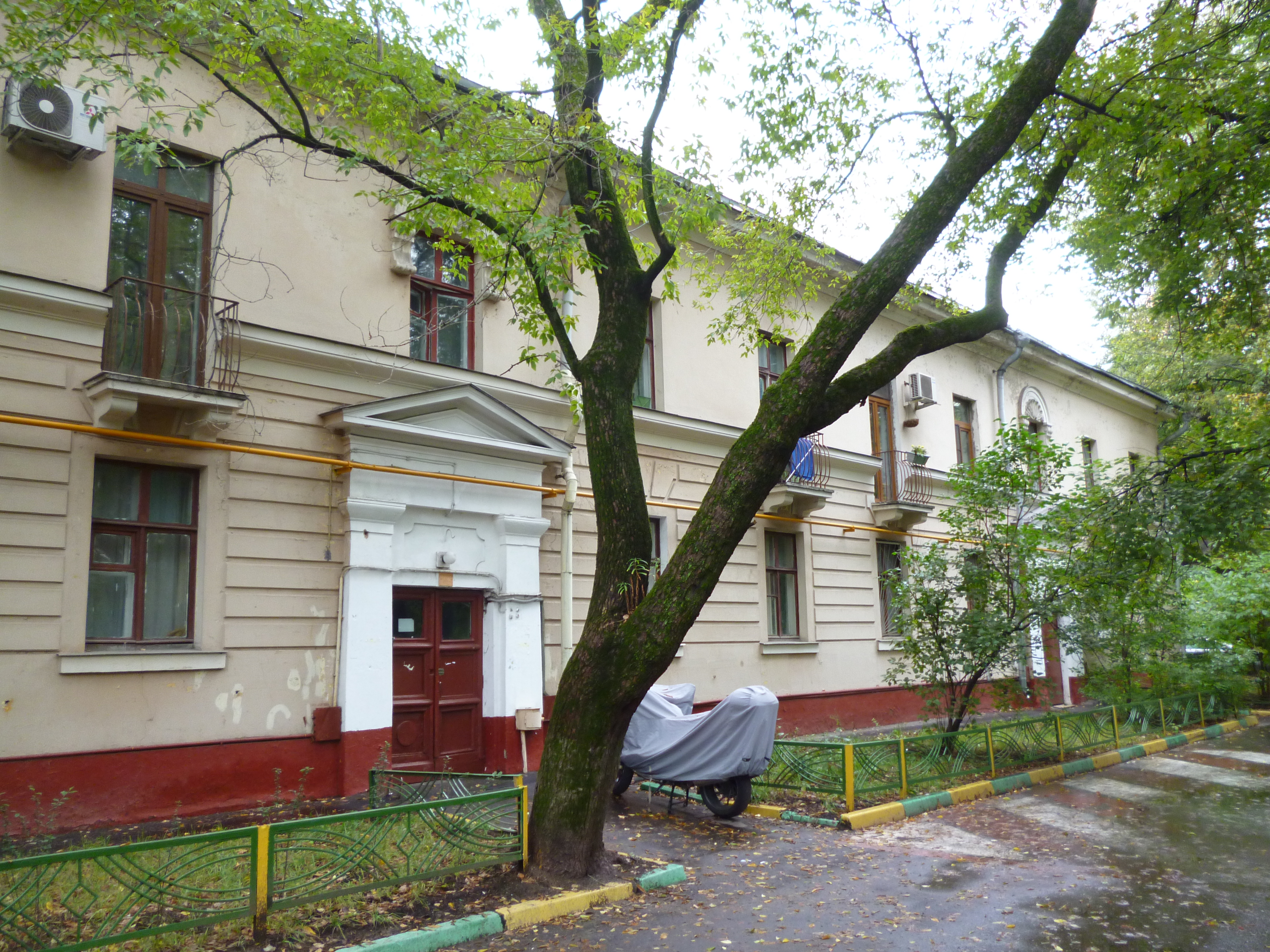
Ул. Маршала Бирюзова, 23
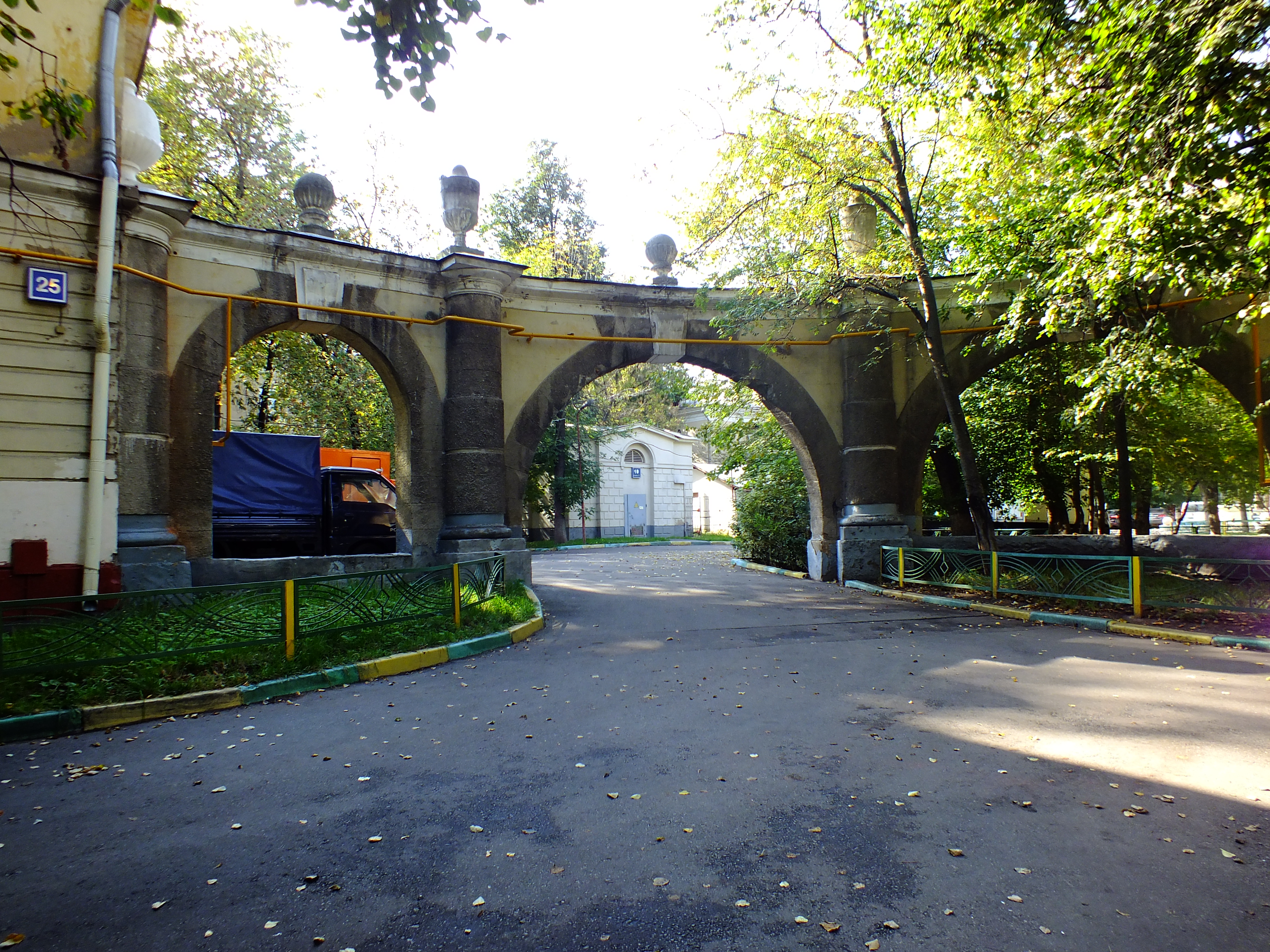
Арки между домами 23, 25 и 27 по ул. Маршала Бирюзова
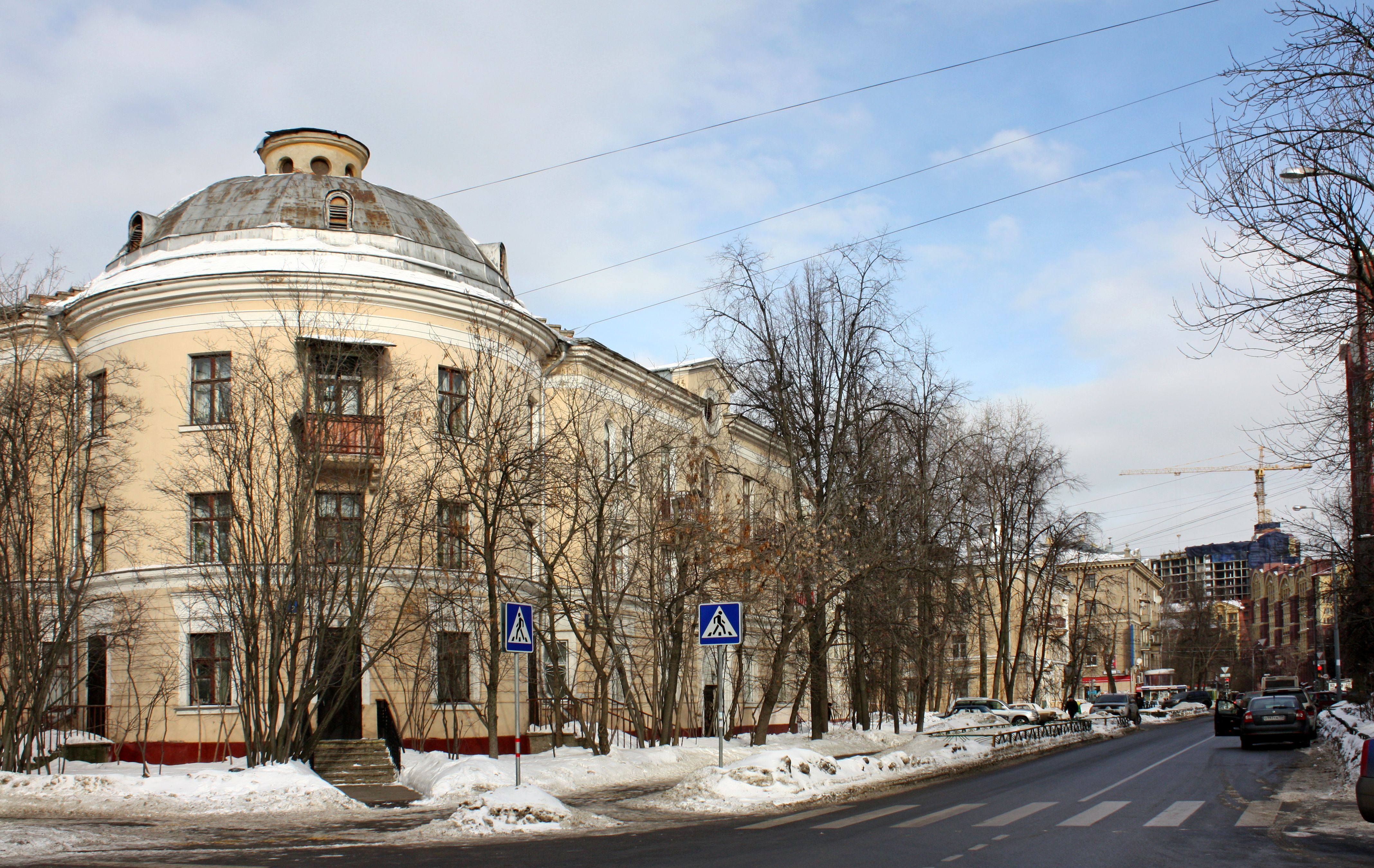
Угол ул. Маршала Соколовского и Мерецкова